# 俞敬东
俞敬东（1959年7月—2017年4月22日），男，汉族，江苏常州人，中华人民共和国政治人物。研究生学历，高级工程师。曾经担任兰州市政协主席。

## 生平
俞敬东早年为江苏赴甘肃的知青。1978年4月参加工作。1983年7月加入中国共产党。历任兰州市七里河区商业局局长，兰州市商业贸易委员会主任，中共兰州市安宁区委书记、兰州经济技术开发区党工委书记，兰州市副市长，中共兰州市委常委、市政府常务副市长等职。2016年12月，任兰州市政协主席。
2017年4月22日，俞敬东从兰州市深安黄河大桥处跳入黄河。

## 身后
2017年5月25日，其遗体在距该桥数百米远处找到。据财经杂志报道，俞敬东跳河前已被纪检部门问询，由于心脏病发被送往医院，在住院期间跳河。